# Chlosyne stygiana
Chlosyne stygiana är en fjärilsart som beskrevs av Comstock 1926. Chlosyne stygiana ingår i släktet Chlosyne och familjen praktfjärilar. Inga underarter finns listade i Catalogue of Life.